# Stanisław Czuba
Stanisław Czuba (ur. 16 kwietnia 1944 w Przedmieściu Zastawiu) – polski inżynier rolnictwa i działacz polityczny, wojewoda skierniewicki (1990–1994). 

## Życiorys
W 1968 ukończył studia na Wydziale Rolnictwa Wyższej Szkoły Rolniczej w Lublinie. W 1984 uzyskał stopień doktora nauk rolniczych. W latach 1968–1972 pozostawał zatrudniony w Państwowym Ośrodku Maszynowym w Gończycach, następnie pracował w Instytucie Sadownictwa i Kwiaciarstwa w Skierniewicach (1972–1990). W latach 1980–1981 należał do NSZZ „Solidarność”. W 1990 uzyskał nominację premiera Mazowieckiego na urząd wojewody skierniewickiego, którym pozostawał do 1994. Bez powodzenia ubiegał się o mandat senatorski w wyborach 1993. W latach 1990–1998 zasiadał w radzie miejskiej Skierniewic I i II kadencji.